# Peter Hackmair
Peter Alexander Hackmair (* 26. Juni 1987 in Vöcklabruck) ist ein ehemaliger Fußballspieler, der heute als Vortragender, Buchautor und Coach tätig ist.

## Fußballkarriere

### Verein
Hackmairs Karriere begann im Alter von sechs Jahren beim SK Kammer in Schörfling am Attersee. Als Zwölfjähriger stieg er ins BNZ der SV Ried ein. In der Saison 2006/07 unterschrieb er seinen ersten Profivertrag bei Ried. Sein Debüt in der höchsten Spielklasse Österreichs gab Hackmair am 5. August 2006 bei der 0:1-Auswärtsniederlage gegen den SK Sturm Graz, als er in der 63. Spielminute für Patrick Wolf eingewechselt wurde. SV Ried beendete die Saison auf dem 2. Tabellenplatz hinter RB Salzburg. Er erlitt in dieser Zeit zwei schwere Knieverletzungen und eine Schambeinentzündung. 2011 wechselte er zu Wacker Innsbruck. Bei den Tirolern erzielte in der Saison 2011/12 in 18 Spielen zwei Tore. Sein letztes Bundesligaspiel bestritt er auswärts gegen Sturm Graz. In der 30. Minute verletzte er sich am Knie und musste ausgewechselt werden. Am 21. August 2012 beendete er seine Karriere als Fußballprofi.

### Nationalteam
Hackmair spielte in allen Nachwuchsnationalteams Österreichs, wobei er mit der Bronzemedaille bei der U19-EM und dem 4. Platz bei der U20-WM seine größten Erfolge feiern konnte. Insgesamt kam er bei allen Jugendauswahlen auf 38 Länderspieleinsätze.

### Erfolge
- Österreichischer Pokalsieger 2011 mit der SV Ried
- 4. Platz bei der U20-WM 2007 in Kanada
- Österreichischer Vizemeister 2007 mit der SV Ried
- 3. Platz bei der U19-EM 2006 in Polen

## Sonstiges
Ab Saisonbeginn 2015/16 bis Sommer 2018 arbeitete Hackmair für den ORF bei Live-Spielen als Analytiker. Er betont, dabei kein Vorbild zu haben, doch gab er in einem Interview mit der Tageszeitung Der Standard an, sich dabei von Mehmet Scholl inspirieren zu lassen.

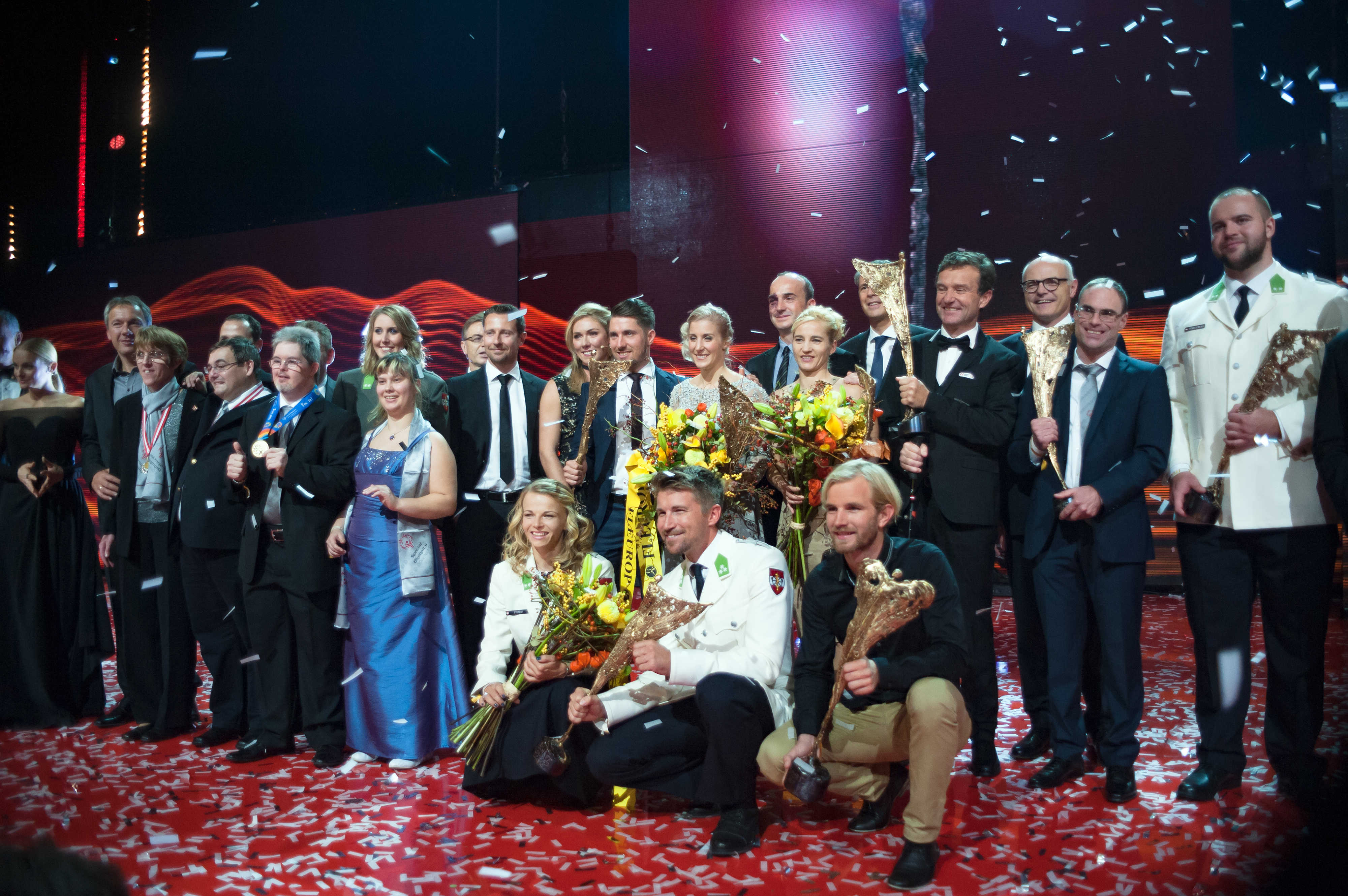
Peter Hackmair bei der Ehrung von Österreichs Sportlern des Jahres 2016

Im Rahmen der Verleihung der Auszeichnung Sportler des Jahres 2016 wurde Hackmair als Sportler mit Herz geehrt.
2019 nahm er gemeinsam mit Tanzpartnerin Julia Burghardt an der ORF-Tanzshow Dancing Stars teil, wo sie in der 5. Show ausschieden.

### Autorentätigkeit
Einen Monat nach seinem Karriereende, am 24. September 2012, veröffentlichte Peter Alexander Hackmair sein erstes Buch, „Träume verändern“, in dem er sowohl seine Erlebnisse und Erfahrungen im System Profifußball teilt als auch beschreibt, wie es ihm gelungen ist, seinen größten Lebenstraum hinter sich zu lassen, um für neue Träume offen zu sein.
Sein zweites Buch, „FREIGerEIST“, erschien am 30. November 2014 und handelt von seiner 15-monatigen Weltreise, bei der er folgende Länder bereiste: Indien, Neuseeland, Australien, Indonesien, Niederlande, USA, Kolumbien, China.
In einem Projekt beschäftigt sich Peter Alexander Hackmair mit der Potenzialentfaltung. In der Talkshow trifft er Menschen, die sich ihre Träume verwirklicht haben. Ihre wichtigsten Erkenntnisse hat er in seinem Buch „Träum weiter“ zusammengefasst.